# 迎春花
迎春（学名：Jasminum nudiflorum），又称金腰带、重瓣迎春，香港俗稱串串金，是木犀科素馨属的植物。早春先于叶子开放出黄色鲜艳的小花，给人们带来春意，所以花名曰迎春。

## 形态
落叶灌木。细长的枝条成拱形，小枝有角棱；卵形至长椭圆形的叶子对生，羽状复叶为绿色，三片一组，均为2－3厘米长。黄色花，花为腋生，直径约2厘米。
迎春花属落叶灌木植物，直立或匍匐，高0.3-5米，枝条下垂。枝稍扭曲，光滑无毛，小枝四棱形，棱上多少具狭翼。
叶对生，三出复叶，小枝基部常具单叶；叶轴具狭翼，叶柄长3-10毫米，无毛；叶片和小叶片幼时两面稍被毛，老时仅叶缘具睫毛；小叶片卵形、长卵形或椭圆形，狭椭圆形，稀倒卵形，先端锐尖或钝，具短尖头，基部楔形，叶缘反卷，中脉在上面微凹入，下面凸起，侧脉不明显；顶生小叶片较大，长1-3厘米，宽0.3-1.1厘米，无柄或基部延伸成短柄，侧生小叶片长0.6-2.3厘米，宽0.2-11厘米，无柄；单叶为卵形或椭圆形，有时近圆形，长0.7-2.2厘米，宽0.4-1.3厘米。
花单生于去年生小枝的叶腋，稀生于小枝顶端；苞片小叶状，披针形、卵形或椭圆形，长3-8毫米，宽1.5-4毫米；花梗长2-3毫米；花萼绿色，裂片5-6枚，窄披针形，长4-6毫米，宽1.5-2.5毫米，先端锐尖；花冠黄色，径2-2.5厘米，花冠管长0.8-2厘米，基部直径1.5-2毫米，向上渐扩大，裂片5-6枚，长圆形或椭圆形，长0.8-1.3厘米，宽3-6毫米，先端锐尖或圆钝。花期2-4月
迎春喜欢晴朗或半阴的天气，非常耐寒。迎春很耐修剪，春天开花後就应立即剪枝，而且定期修剪可以防止枝条出现秃斑。
用途方面可供作為盆景、綠籬等用途

## 分布
原产于中国的中部和北部省份，为各地园林及盆景花卉。

## 繁殖
迎春可采用扦插或压条技术繁殖。

## 延伸阅读
[在维基数据编辑]
 《欽定古今圖書集成·博物彙編·草木典·迎春部》，出自陈梦雷《古今圖書集成》
 《植物名實圖考·迎春花》，出自吳其濬《植物名實圖考》

## 外部連結
- （英文）Jasminum nudiflorum （页面存档备份，存于）
- 迎春花 Yingchunhua （页面存档备份，存于） 藥用植物圖像數據庫 (香港浸會大學中醫藥學院) （繁體中文）（英文）

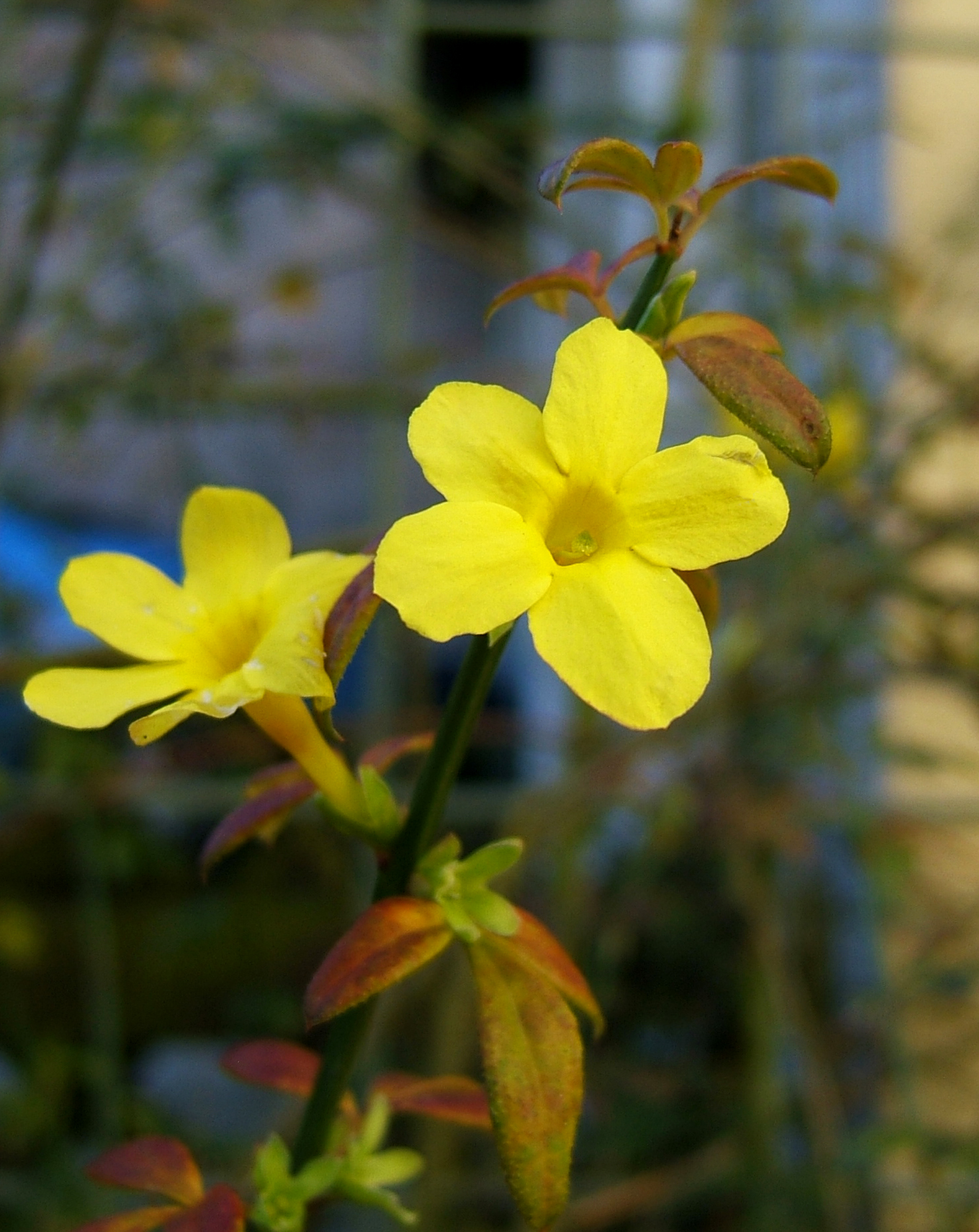